# Souš
Souš (niem. Steinberg) – szczyt w Czechach, we wschodniej części Masywu Śnieżnika o wysokości 1224 m n.p.m. Leży on w grzbiecie rozpoczynającym się na południowy zachód od Podbělki, od której oddzielają szczyt Souš dwie przełęcze. Pomiędzy przełęczami znajduje się szczyt zwany niekiedy Babuše od nazwy pobliskiego schroniska. Na południe grzbiet opada w kierunku góry Srázná, zachodnie i wschodnie stoki są strome. Góra Souš jest porośnięta lasem.